# Günther Hasler
Günther Hasler (* 2. Mai 1951) ist ein ehemaliger liechtensteinischer Mittelstreckenläufer.
Bei den Olympischen Sommerspielen 1976 in Montreal schied er über 800 m und 1500 m im Vorlauf aus.
1977 wurde er bei den Leichtathletik-Halleneuropameisterschaften in San Sebastián Fünfter über 800 m.
Von 1975 bis 1977 wurde er dreimal in Folge Schweizer Meister. 1975 wurde er als Sportler des Jahres von Liechtenstein ausgezeichnet.

## Persönliche Bestzeiten
Alle Zeiten sind liechtensteinische Landesrekorde
- 400 m: 47,9 s, 21. Juni 1975, Bern
- 800 m: 1:46,16 min, 20. August 1975, Zürich
  - Halle: 1:47,41 min, 24. Februar 1977, Mailand
- 1000 m: 2:18,6 min, 20. August 1978, Nizza
- 1500 m: 3:39,34 min, 29. Juli 1976, Montreal
  - Halle: 3:50,8 min, 29. Januar 1977, Böblingen
- 1000 m: 8:10,63 min, 1. Mai 1976, Zug
  - Halle: 8:25,87 min, 19. Februar 1978, 19. Februar 1978, Magglingen